# Вейн (округ, Мічиган)
Шаблон:StateAbbr_ 42°17′ пн. ш. 83°16′ зх. д. / 42.28° пн. ш. 83.26° зх. д.
Округ  Вейн (англ. Wayne County) — округ (графство) у штаті Мічиган, США. Ідентифікатор округу 26163.

## Історія
Округ утворений 1796 року.

## Демографія
За даними перепису 
2000 року 
загальне населення округу становило 2061162 осіб, зокрема міського населення було 2046762, а сільського — 14400.
Серед мешканців округу чоловіків було 988933, а жінок — 1072229. В окрузі було 768440 домогосподарств, 511717 родин, які мешкали в 826145 будинках.
Середній розмір родини становив 3,26.
Віковий розподіл населення поданий у таблиці:
| Стать    | До 15 років | 15-21 | 22-29  | 30-39  | 40-49  | 50-65  | 65-85  | Понад 85 |
| -------- | ----------- | ----- | ------ | ------ | ------ | ------ | ------ | -------- |
| Чоловіки | 249746      | 96462 | 109628 | 152266 | 147914 | 134401 | 90774  | 7742     |
| Жінки    | 240946      | 93519 | 117806 | 160129 | 158534 | 150829 | 130990 | 19476    |

## Суміжні округи
- Маком — північний схід
- Ессекс, Онтаріо, Канада — схід/південний схід
- Монро — південь/південний захід
- Воштено — захід
- Окленд — північний захід

## Виноски
1. ↑  U.S. Decennial Census. United States Census Bureau. Архів оригіналу за 19 липня 2018. Процитовано 28 вересня 2014.
2. ↑  Historical Census Browser. University of Virginia Library. Архів оригіналу за 16 серпня 2012. Процитовано 28 вересня 2014.
3. ↑  Population of Counties by Decennial Census: 1900 to 1990. United States Census Bureau. Архів оригіналу за 15 лютого 2015. Процитовано 28 вересня 2014.
4. ↑  Census 2000 PHC-T-4. Ranking Tables for Counties: 1990 and 2000 (PDF). United States Census Bureau. Архів оригіналу (PDF) за 18 грудня 2014. Процитовано 28 вересня 2014.
5. ↑  State & County QuickFacts. United States Census Bureau. Архів оригіналу за 22 липня 2011. Процитовано 29 серпня 2013.(англ.) Наведено за англійською вікіпедією.
6. ↑  American FactFinder. Бюро перепису населення США. Архів оригіналу за 26 лютого 2012. Процитовано 31 січня 2008.

| США | Це незавершена стаття з географії США. Ви можете допомогти проєкту, виправивши або дописавши її. |